# یاد استاد (آلبوم)
یاد استاد آلبومی در رده موسیقی سنتی ایرانی و در بهار سال ۱۳۷۷ با صدای علیرضا افتخاری و به آهنگسازی علی تجویدی منتشر شد.این آلبوم با استقبال فوق العاده‌ای روبرو شد.
تنظیم این اثر بر عهده مهرداد پازوکی بود.
در انتشار اولیهٔ این آلبوم دستخط و امضای علی تجویدی مبنی بر رضایت از خوانش علیرضا افتخاری بر روی جلد منتشر شد. در چاپ‌های بعدی نام مهرداد پازوکی از روی جلد آلبوم حذف شد. همچنین در مرداد سال ۷۹ شکوه‌ای با قلم علیرضا افتخاری بر روی جلد آلبوم نشست.

## نام آلبوم
به گفته افتخاری حسن کسایی برای پاسداشت و گرامی داشتن علی تجویدی نام این آلبوم را یاد استاد بگذارند.

## ضبط آلبوم
مهرداد پازوکی درباره ضبط آلبوم در استودیو می گوید:
آقای افتخاری شبی که از اصفهان رسید، گفت که کار را ضبط کنیم. در استودیو اما صدابردارها بر سرِ وقت استودیو کمی بازی درآوردند و گفتند برای امشب دیگر وقت نیست؛ که همین آقای افتخاری را عصبانی کرد. البته احساس من این است که چون استودیو بِل تحت اداره آقای محمدعلی چاووشی (مدیر نشر مشکات) بود و در همان ایام نیز آقای چاووشی می‌خواست آلبومی را با آقای افتخاری تولید کند، تأکید می‌کنم احساسم بر این بود که شاید به‌عمد شیطنت‌هایی می‌شد تا آقای افتخاری عصبانی شود و ضبطِ «یاد استاد» را مدتی رها کند، تا در آن‌صورت، آن آلبومِ دیگر زودتر از آلبومِ ما منتشر و وارد بازار شود. این بود که با آقای منوچهر ریاحی صحبت کردم و به هر ترتیب، آن شب یک قطعه را که همان «سفرکرده» بود، با صدای آقای افتخاری ضبط کردیم.فردای آن روز هم آقای افتخاری هفت قطعه را خواند؛ که این کار بی‌نظیر است که یک خواننده در یک روز هفت قطعه را بخواند و ضبط کند؛ و البته همه قطعه‌ها را هم عالی و بی‌نقص اجرا کرده است. حتی تصنیفِ «سفرکرده» را هم که شبِ قبل ضبط کرده بودیم، دوباره خواند. فردایش هم تصنیف «آشفته حالی» را خواند که البته آن را با اینکه روز قبل خوانده بود، خواست دوباره بخواند، اما پس از ضبط، در نهایت گفت که همان اجرای اولم که آن را بَم خوانده‌ام، احساس بهتری دارد و همان هم نهایی شد— مهرداد پازوکی

## مجوز از ارشاد
به گفته مهرداد پازوکی به علت خوانده شدن آن توسط خوانندگان زن پیش از انقلاب، احتمال آن بوده که مجوز آن گرفته نشود اما در سال ضبط آلبوم که سید عطاءالله مهاجرانی وزیر ارشاد بوده است، خود مجوز انتشار آن را صادر کرده‌است.

## مجوز از آهنگساز
مهرداد پازوکی، آهنگساز این آلبوم میگوید: آقای علی تجویدی  رضایت خود را در همان برگه نوشتند و بدین ترتیب مجوزِ اجرای دوباره تصنیف‌هایشان را به من دادند. کمی بعد، آقای تجویدی در برگۀ دیگری مجوز اجرای هر هشت تصنیف را هم به من دادند.

## قطعات آلبوم
| نام قطعات                  | دستگاه موسیقی        | شاعر            |
| -------------------------- | -------------------- | --------------- |
| سفرکرده (قسمت یکم)         | چهارگاه              | معینی کرمانشاهی |
| بازگشته (قسمت دوم سفرکرده) | اصفهان               | معینی کرمانشاهی |
| آتش کاروان                 | شور                  | بیژن ترقی       |
| پیغام من                   | چهارگاه              | معینی کرمانشاهی |
| کودکی                      | اصفهان و شور و سه‌گاه | معینی کرمانشاهی |
| تنها منشین                 | اصفهان               | معینی کرمانشاهی |
| می‌گذرم                     | چهارگاه              | بیژن ترقی       |
| آشفته حالی                 | شور                  | معینی کرمانشاهی |

## نوازندگان
ویلن: ارسلان کامکار، رسول بهبهانی، مازیار ظهیرالدینی، نیما ظاهری

ویولا: عمادرضا نکویی

ویلنسل: کریم قربانی

کنترباس: علیرضا خورشیدفر

فلوت: ناصر رحیمی

ابوا:فرشید حفظی‌فر

تار: شهریار فریوسفی

عود: حسین بهروزی‌نیا

سنتور: مجید اخشابی

تنبک: کامبیز گنجه‌ای

به اهتمام فریدون شهبازیان